# Berufsbildende Schule für Gesundheit, Pflege und Soziales

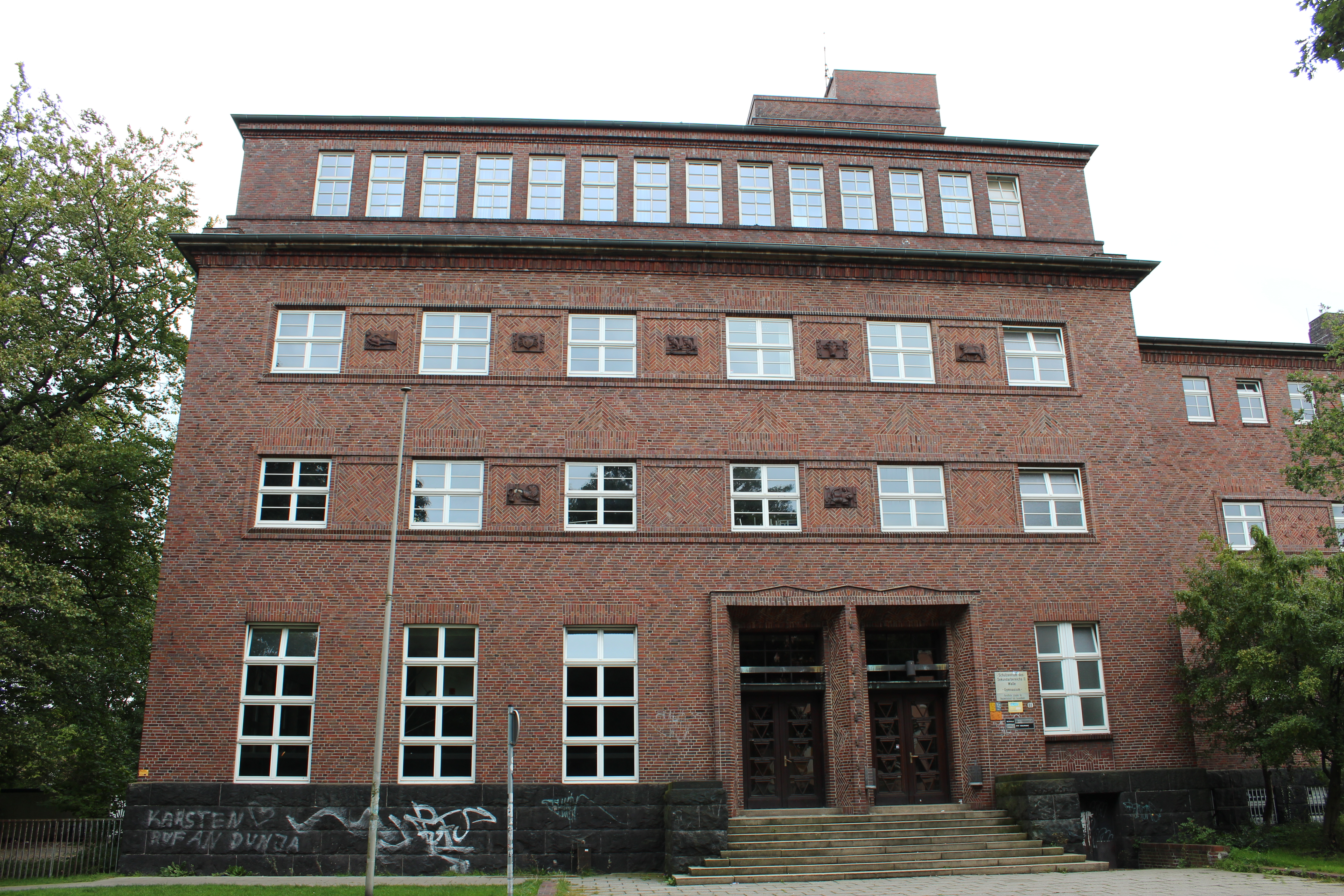
Schulgebäude Lange Reihe 81

Die Berufsbildende Schule für Gesundheit, Pflege und Soziales (ehemals Schulzentrum Walle bzw. offiziell Schulzentrum des Sekundarbereichs II Walle), hat seinen Hauptsitz im Schulgebäude Lange Reihe 81 in Bremen-Walle.

## Geschichte
1979 wurde das Gymnasium am Waller Ring als Folge der großen Schulreform in zwei Schulen geteilt. Die Sekundarstufe I blieb am Waller Ring und in der Schule Lange Reihe 81 wurde das selbständige Schulzentrum Walle für die Sekundarstufe II eingerichtet.
1985 wurde die Kaufmännische Berufsschule für Kreditinstitute, Versicherungen und Industrie vom Berufsbildungszentrum am Doventor auf verschiedene Standorte aufgeteilt. Die Ausbildungsberufe Medizinische Fachangestellte und Tiermedizinische Fachangestellte kamen als ein Teil der Abteilung Berufliche Schulen für Gesundheit in das Gebäude Lange Reihe. Auch die Berufsschule für Hauswirtschaft wurde der Berufsschulabteilung des neuen Schulzentrums zugeordnet. Um 2007/08 erfolgte die Eingliederung des Bereichs Zahnmedizinische Fachangestellte.
Das heutige (2018) Schulzentrum Walle hat zahlreichen Bildungsgängen als
- Berufsbildende Schule für Gesundheit
  - Berufsschule für duale Ausbildungsberufe im Gesundheitswesen,
  - Berufsschule mit Vollzeitklassen der Fach- und Berufsoberschule und der Berufsfachschulen
- Gymnasiale Oberstufe und Berufliches Gymnasium
  - mit dem Schwerpunkt im sprachlichen Bereich mit u.a, dem bilingualen Abitur
  - mit dem Leistungskurs Gesundheit
  - mit dem Leistungskurs Musik.

Die Schule ist untergebracht in den Standorten
- Lange Reihe 81 in Walle
- Ritter-Raschen-Straße 45 in Walle (früher Gemeindeschule Walle) mit der Berufsschule für Gesundheit.
- Am Wandrahm 23 in Bremen-Mitte (früher Gebäude der Kunstgewerbeschule bzw. der Hochschule für Künste Bremen; heute  sind hier Teile des Schulzentrums Walle und Teile des Altes Gymnasium (Bremen) untergebracht).